# Krippenweg
Der Krippenweg ist eine Zusammenfassung verschiedener Weihnachtskrippen zu einem durch einheitliche Öffnungszeiten begehbaren Verbund. Der Brauch, in der Weihnachtszeit Krippen aufzustellen, ist vor allem in Süddeutschland weit verbreitet. Figurenkrippen sind in deutschen Gebieten seit der Barockzeit bekannt und werden meist in katholischen Kirchen aufgestellt. Das biblische Geschehen wird dabei häufig in die Umgebung der Betrachter „übersetzt“, indem Stall, Kleidung, Tiere, Handwerkszeug und andere Details aus der eigenen Tradition dargestellt werden, anstatt eine möglichst originalgetreue judäische Landschaft darzustellen. Dadurch haben alte Heimatkrippen neben dem rein künstlerischen Wert auch eine Bedeutung für die Kulturgeschichte der Region.
Vielfach fällt die Fülle verschiedener Möglichkeiten des Krippenbaus und der Figurenanordnung ins Auge, die auf unterschiedliche Wahrnehmungen des biblischen Geschehens hinweisen. Krippenwege zeigen häufig auch Krippen aus anderen Ländern. In der Regel werden zu den Krippenwegen Faltblätter mit einem Tourenvorschlag angeboten.
In einigen Städten wird in der Advents- und Weihnachtszeit ein Krippenweg als touristische Attraktion angeboten, der jedoch auch dort als Pilgerweg verstanden werden kann.

## Krippenwege in Deutschland
| Ort/Region                                      | Bundes- land        | Logo/Bild | Beschreibung |
| ----------------------------------------------- | ------------------- | --- | --- |
| Aachen (Stadt Aachen und Städteregion Aachen)   | Nordrhein-Westfalen | Krippe Dom Aachen | Aachener Krippenweg: ca. 60 Stationen in katholischen und evangelischen Kirchen, Museen, Schaufenstern. Seit 2000 bringt der Aachener Krippenweg Krippenkunst und Weihnachtskultur mitten in die Kaiserstadt. In Zusammenarbeit mit dem katholischen Missions- und Hilfswerk Missio und dem Kindermissionswerk der Sternsinger zeigt die Aussteller Weihnachtsdarstellungen aus der ganzen Welt. Unter den Krippenstationen sind das Historische Rathaus, der Aachener Dom, die Krippenverkaufsausstellung Weltweit am Dom, das Internationale Zeitungsmuseum und die festlich geschmückte Elisengalerie. Das zentrale Anliegen der nordrhein-westfälischen Krippenfreunde, die ehrenamtlich Krippenwege und Krippenausstellungen organisieren, ist der Friedensappell des Weihnachtsfestes: „Internationaler Krippenkunst ein Forum zu geben und Brücken der Völkerverständigung und Freundschaft in viele Kulturen dieser Welt zu bauen, soll daran erinnern, dass vor der Krippe alle Menschen willkommen und dazu eingeladen sind, sich gegenseitig anzunehmen.“ |
| Aachen Kornelimünster                           | Nordrhein-Westfalen | xxx | Krippenweg Kornelimünster: Der Krippenweg in Kornelimünster ist eine Initiative der Propsteigemeinde St. Kornelius, der Benediktinerabtei und der Evangelischen Gemeinde Kornelimünster-Zweifall. |
| Bamberg                                         | Bayern              | Krippenweg Bamberg · Bretterkrippe Bamberger Krippenfreunde Maternkapelle · Papierkrippe,_Bachlechner,_oval_Rahmen · Anbetung_des_Kindes,_Heinrich_Zunterer,_Oberammergau · Kauenkrippe,_Reinhold_Müller,_Stützengrün,_1991 | Bamberger Krippenweg: An mehr als 35 Stationen sind im gesamten Stadtgebiet unterschiedlichste Krippen ausgestellt – große und kleine, historische und moderne, fränkische oder solche aus aller Welt. Ein fester Bestandteil des Bamberger Krippenwegs ist die Maternkapelle. In der Maternkapelle finden jährlich seit 1930 die Weihnachtskrippen- und zu Ostern seit 1990 die Passionskrippen-Ausstellungen statt. Die Krippenschauen werden jedes Mal mit ca. 40 Krippendarstellungen neu arrangiert. Gezeigt werden überwiegend Krippen, welche extra für die Ausstellung gebaut werden. Die verschiedenen Szenen werden in orientalischen und heimatlichen (meist fränkischen) Motiven, aber auch in Krippen aus aller Welt dargestellt. Die Bamberger Krippenfreunde legen Wert auf sehr hochwertige und abwechslungsreiche Krippendarstellungen. |
| Ebersberg (Landkreis Ebersberg)                 | Bayern              | Logo des Ebersberger Krippenwegs | Ebersberger Krippenweg: Ausstellung von mehr als 50 Krippen in Geschäften und öffentlichen Einrichtungen. Führungen durch den Ebersberger Krippenweg mit Ebersberger Stadtführern |
| Eichsfeld                                       | Thüringen           | Küllstedt Weihnachtskrippe · Broschüre Weihnachten im Eichsfeld · Broschüre Weihnachten im Eichsfeld · Krippe Hülfensberg · Hig Krippe 2017 (3) | Südeichsfelder Krippenweg: Seit 1990 laden viele Kirchengemeinden im Eichsfeld in der Zeit zwischen Weihnachten und Ende Januar ein, den „Südeichsfelder Krippenweg“ zu besuchen. Auf der empfohlenen Route werden in den Kirchen Weihnachtskrippen ausgestellt, die wegen ihrer unterschiedlichen Größe und künstlerischen Gestaltung zum Verweilen, Betrachten oder Gebet in weihnachtlich sakraler Atmosphäre anregen sollen. Dazu sind die Pfarrkirchen ganztägig geöffnet. Nach Voranmeldung in den jeweiligen Pfarrämtern werden auch Führungen an der Krippe und im Kirchenraum angeboten. Während Christmetten am Heiligen Abend und feierliche Gottesdienste an den Weihnachtstagen die sakralen Höhepunkte des Südeichsfelder Krippenweges ausmachen, sind an vielen Orten dieses Krippenweges kirchenmusikalische Angebote als weihnachtliche Kostbarkeiten zu erwarten. Gemäß einem alljährlich veröffentlichten Krippenwegprogramm gestalten Kirchenchöre, Solisten, Bläser-Vereinigungen und Organisten kirchenmusikalische Glanzpunkte in der weihnachtlichen Festzeit, zum Jahreswechsel und an den Januarwochenenden. Mittelpunkt des Südeichsfelder Krippenweges ist die größte Dorfkirche des Eichsfeldes, die Pfarrkirche St. Georg und Juliana in Küllstedt. In ihr nimmt die Weihnachtskrippe eine herausragende Stellung ein. |
| Erzgebirge                                      | Sachsen             | Ortspyramide Weißbach (Amtsberg), unterer Teil · 2010-11-20 - MdT 019 · Weihnachtsberg Niederwürschnitz, Tempel in Jerusalem · Orientalischer Weihnachtsberg im Stadt- und Dampfmaschinenmuseum Werdau | Krippenweg Erzgebirge: ca. 30 Stationen im gesamten sächsischen Erzgebirge (3.700 km2) in Museen, Vereinen, Kirchen und Privathäusern. Weihnachtskrippen im Erzgebirge entdecken. Die Faszination der biblischen Weihnachtsgeschichte drückt sich in den Figuren der Krippen aus, die unter anderem geschnitzt, gedrechselt oder aus Masse hergestellt werden. In der Verschiedenartigkeit von Material, Machart und Größe erzählt jede Krippe ihre eigene Geschichte der Hoffnung. Charakteristisch für das Erzgebirge ist die Einbettung der Krippenszene in eine gebirgige Landschaft – der sogenannte Weihnachtsberg. <iframe width="1080" height="790" src="https://www.youtube.com/embed/U8Btsa8Joxg" title="Das besondere Exponat (41)" frameborder="0" allow="accelerometer; autoplay; clipboard-write; encrypted-media; gyroscope; picture-in-picture; web-share" referrerpolicy="strict-origin-when-cross-origin" allowfullscreen></iframe>Mitunter wird die biblische Geschichte dabei um Motive aus der heimischen Lebens- und Arbeitswelt – insbesondere aus dem Bergbau – ergänzt. Besonders beeindruckend sind die mechanischen Weihnachtsberge, bei denen das Geschehen durch ausgeklügelte mechanische Antriebe zum Leben erweckt wird.                                                                                             |
| Essen                                           | Nordrhein-Westfalen | | Essen Krippenland: Essener Krippenweg mit 16 Stationen in der Innenstadt und Informationen zu etlichen Kirchenkrippen im Stadtgebiet. |
| Freising                                        | Bayern              | Wintereinbruch_Freising_Dez._2023_-_Marienplatz_p01 · Krippenweg Freising | Freisinger Krippenweg: Der Krippenweg ist mit ganz unterschiedlichen Krippen in über 20 Geschäften der Innenstadt ausgestaltet. Die Krippen sind meistenteils von Mitgliedern der Krippenfreunde gestaltet und aus Privatbesitz und vom Verein bereitgestellt. Der Weg ist in der Zeit vom 01.12.24 bis mindestens 22.12.24 in den Geschäften zu sehen. |
| Freising Domberg                                | Bayern              | Freising Symbol Domberg · Freising Dom Seitenschiff Krippenweg 2024 · Domberg Freising Adventsdult 2024 | Krippenweg Domberg: Gemeinsam mit der Domkirchenstiftung lädt das Diözesanmuseum Freising während der Adventsdult und darüber hinaus bis Mariä Lichtmess, 2. Februar, zu einer Entdeckungsreise in die Welt der Krippen ein. Auf dem Krippenweg im Dom begegnet man besonderen biblischen Szenen, die von der Verkündigung an Maria über die Geburt Jesu bis zur Flucht nach Ägypten die Weihnachtsgeschichte darstellen. Sie finden sich in zahlreichen barocken Altarbildern und Deckenfresken, aber auch in den beiden Weihnachtskrippen der Domkirche. Im Dom ist zudem ein Teil der umfangreichen Krippensammlung des Pfarrers Franz Xaver Huber (1934–2024) mit zeitgenössischen Krippenfiguren aus Europa und Afrika, aus Asien und Südamerika zu sehen. In der Johanneskirche werden moderne Krippen gezeigt, die Schülerinnen und Schüler kunsthandwerklicher Schulen in München im Rahmen eines Wettbewerbes im Jahr 2017 geschaffen haben. |
| Großenlüder (Landkreis Fulda)                   | Hessen              | Grossenlueder_hessen_stiftskapitularisches_amtshaus_2 | Großenlüder: Rund um den historischen Ortskern präsentiert der Kultur-, Heimat- und Geschichtsverein der Gemeinde Großenlüder e. V. alle zwei Jahre volkstümliche Krippendarstellungen aus vielen Kulturen der Welt. |
| Ingolstadt                                      | Bayern              | Barockkrippe im Ingolstädter Münster · Krippe Tuffek, Bad Windsheim | Ingolstädter Krippenweg: Ingolstadt versteht sich als Krippenstadt. Die erste realistische Weihnachtskrippe in Ingolstadt ist für das Jahr 1594 nachgewiesen. Heute kann man in Ingolstadt und Umgebung zur Advents- und Weihnachtszeit Krippen an 33 Stationen entdecken. Eine jährlich neu aufgelegten Broschüre bringt alle wichtigen Informationen zu den ausgestellten Krippen, einen Stadtplan sowie die Öffnungszeiten. |
| Kell (Stadt Andernach, Landkreis Mayen-Koblenz) | Rheinland-Pfalz     | | Krippenweg Kell: Der Krippenweg startet am Sportplatz in Kell und führt durch den Wald. Ca. 30 Krippen sind auf dem 2,5 km langen Rundweg vor, zwischen und in den Bäumen zu finden. |
| Köln                                            | Nordrhein-Westfalen | Kölner Stadtkrippe vor dem Südportal des Doms · Kölner Stadtkrippe vor dem Südportal des Doms, Totale · Kölner Stadtkrippe Südportal Dom 01 Infotafel · Kölsch Hänneschen als Caganer in der Krippe · Brauer-Krippe der Kölner Brauerbruderschaft St. Petrus von Mailand in der dominikanischen Patronatskirche St. Andreas zu Köln (Werk der Unkeler Bildhauerin Hildegard Neunkirchen aus gebranntem unglasierten Ton) | Kölner Krippenweg: Seit 1996 präsentiert der Kölner Krippenweg Krippenkunst und Weihnachtskultur. Heute umfasst er etwa 120 Stationen in katholischen und evangelischen Kirchen, Museen, Schaufenstern, auf den Weihnachtsmärkten und im Kölner Hauptbahnhof. In Zusammenarbeit mit Kirchen, Kulturinstituten und vielen teilnehmenden Geschäften zeigt der Krippenweg Weihnachtsdarstellungen aus der ganzen Welt und erinnert damit an die Frohe Botschaft des Evangeliums. Der Friedensappell des Weihnachtsfestes ist auch das zentrale Anliegen der Krippenfreunde Region Köln e. V. Die Krippenfreunde, die sich in ihrem ehrenamtlichen Engagement der Krippe widmen und den Krippenweg organisieren, haben von Anfang an einen Schwerpunkt auf internationale Krippenkunst gelegt. Sie wollen damit daran erinnern, dass in ihren Augen vor der Krippe alle Menschen willkommen und dazu eingeladen sind, sich gegenseitig anzunehmen. Im Beitrag für das Magazin „Himmel & Erde“ auf Radio Köln (2022) erzählt die Initiatorin des Kölner Krippenweges, Caroline Maria Weber, mehr darüber, wie sie besondere Krippen auswählt. |
| Köln Kirchenkrippen (Stadtdekanat)              | Nordrhein-Westfalen | Titelblatt Kölner Kirchenkrippen 2011 · Krippe St. Remigius Köln-Sürth Flucht | Kölner Kirchenkrippen: In insgesamt 73 Kirchen und Kapellen im Stadtdekanat können die Krippen zu den genannten Öffnungszeiten besichtigt werden. Nicht alle dieser Kirchen sind auch Teil des Kölner Krippenwegs. Daher ist dies eine sinnvolle Ergänzung. Die Krippen in den Kirchen Kölns stellen auf vielfältige Weise die Geburt Jesu dar. Sie sind in der Regel bis zum Dreikönigstag, dem 6. Januar, in den Kirchen zu sehen. In vielen Kirchen werden bis Mariä Lichtmess, 2. Februar, wechselnde Szenen rund um die Heilige Familie gezeigt. Nicht alle Krippen sind bereits zu Beginn der Adventszeit aufgestellt. Oftmals werden die Krippen bis zum Dreikönigstag immer wieder ergänzt. |
| München                                         | Bayern              | Münchner Stadtkrippe | Münchner Krippenweg: Die Ausstellung von Jahres- und Weihnachtskrippen in verschiedenen Kirchen in und um München kann anhand der Broschüre Münchner Krippen und dem Infoblatt Aktuelle Aufstellung (Downloads) erkundet werden. Es gibt bei den Stationen keine zusätzliche Kennzeichnung auf dem Münchner Krippenweg. |
| München Frauenkirche                            | Bayern              | Frauenkirche (München), gotisches bemaltes Fenster (Peter Hemmel von Andlau) Krippe Geburt Jesu | (Ehemaliger) Krippenweg Frauenkirche: Der Krippenweg im Liebfrauendom lud in der Advents- und Weihnachtszeit 2022/2023 zur inneren Einkehr ein. Video von münchen.tv: Krippenweg im Dom – Münchner Krippenfreunde zeigen Krippen in einer Ausstellung. Abgerufen am 25. Februar 2025 |
| München Erzbistum München und Freising          | Bayern              | Kastenkrippe Heilige Familie Mühlfelder Krippe Theodor Gämmerler München 1934 · Kastenkrippe Engel Mühlfelder Krippe Theodor Gämmerler München 1934 · Mühlfelder Krippe (Kastenkrippe) von Theodor Gämmerler, München 1934: Landleute | Ein Rundgang in Bild und Karte: Online-Landkarte führt zu Krippen in der gesamten Erzdiözese 12.082 km2. Per Mausklick können sich Interessierte einen Überblick über Weihnachtskrippen in der Erzdiözese München und Freising verschaffen. Wo sich diese genau befinden und wann die Krippen zugänglich sind, lässt sich auf der Internetseite www.erzbistum-muenchen.de/krippen erfahren. Dort sind auch zahlreiche Bilder und Informationstexte hinterlegt. |
| Nettetal Grefrath (Kreis Viersen)               | Nordrhein-Westfalen | xxx | |
| Oberammergau (Landkreis Garmisch-Partenkirchen) | Bayern              | Krippe im Oberammergau Museum | Oberammergauer Krippenweg: Oberammergau lädt zu einem weihnachtlichen Schaufenster-Spaziergang ein. Vom ersten Adventssonntag bis zum Sonntag nach dem Dreikönigstag werden hier stilvolle Weihnachtskrippen und Szenerien der Weihnachtsgeschichte in handwerklicher Oberammergauer Tradition präsentiert. Beginnend an der evangelischen Kirche folgt man den Beschilderungen zu den verschiedenen Geschäften und dem Oberammergau Museum bis zum Endpunkt an der katholischen Kirche. |
| Regensburg                                      | Bayern              | 5. ökumenischer Krippenweg Regensburg Folder Titel 2024/2025 · Krippenweg Regensburg · Krippenweg Regensburg · Krippenweg Regensburg · Krippenweg Regensburg · Krippenweg Regensburg | Ökumenischer Krippenweg: An ca. 60 Stationen stellen seit 2020 Einzelhandel, Kirchen, Hotellerie, Gastronomien und Unternehmen ihre Schaufenster, Vitrinen und Räumlichkeiten zur Verfügung und schmücken diese mit liebevoll inszenierten Krippen aus der ganzen Welt. Der Ökumenische Krippenweg ist eine Kooperation des Bistums Regensburg, dem Evang.-Luth. Kirchenkreis Regensburg, dem Kulturreferat der Stadt Regensburg, dem Krippenverein Regensburg e. V. und dem Stadtmarketing Regensburg e. V. |
| Ronshausen (Landkreis Hersfeld-Rotenburg)       | Hessen              | | (ehemalig) Ronshäuser Krippenweg: findet nach dem gesundheitsbedingten Ausscheidens der Initiatoren nach dem 9. Ronshäuser Krippenweg 2018/2019 nicht mehr statt. Nach dem Tod des Initiators im März 2022 wurden die insgesamt 200 Krippen mit dazugehörigen Bildern und Musik an die Standortförderungsgesellschaft der Stadt Borken (Hessen) verkauft. |
| Rurdorf (Stadt Linnich, Kreis Düren)            | Nordrhein-Westfalen | Dorfkrippe Rurdorf Christi Geburt · Stern von Bethlehem; Kirche St. Pankratius Rurdorf · Kirchenkrippe Rurdorf Anbetung der Könige · Krippe Wachsfiguren bekleidet Verkündigung Hirten · Kirchenkrippe Rurdorf Christi Geburt · Krippe Wachsfiguren bekleidet Anbetung Könige | Rurdorfer Krippenweg: Der große Schweif-Stern am Kirchturm von St. Pankratius in Linnich-Rurdorf leuchtet in der Weihnachtszeit weithin. Die festlich geschmückte Kirche ist ab dem ersten Weihnachtsfeiertag von 10 bis 18 Uhr geöffnet. Krippenweg: Zur Kirchenkrippe im Inneren der Kirche gesellt sich ein Krippenweg, der sich in den Straßen um die Kirche herum befindet. Gut 20 Krippen, teils hinter Fensterglas, teils unter freiem Himmel, ziehen die Blicke auf sich. In den Abendstunden werden die Exponate beleuchtet. Der Krippenweg (Prämienstraße, Neue Kirchstraße, Alte Kirchstraße, Rurtalstraße) kann immer begangen werden. |
| Wernigerode (Landkreis Harz)                    | Sachsen-Anhalt      | | Wernigeröder Krippenweg: Der Krippenweg in Wernigerode am Harz präsentiert in der Vorweihnachtszeit an über 100 Standorten in der Altstadt und den Stadtteilen Nöschenrode und Hasserode Krippen in verschiedensten Designs, die von traditionell bis modern reichen. Das Faltblatt zum Wernigeröder Krippenweg zeigt 80 Standorte von Krippen in der Altstadt, 18 Standorte auf dem Nöschenröder Pilgerweg, 13 Standorte auf dem Hasseröder Pilgerweg inkl. Stadtplan. |